# Абботсфорд Кэнакс
«А́бботсфорд Кэна́кс» (англ. Abbotsford Canucks) — профессиональный хоккейный клуб, выступающий в Американской хоккейной лиге. Базируется в городе Абботсфорд, провинция Британская Колумбия, Канада. Является фарм-клубом команды НХЛ «Ванкувер Кэнакс».
В АХЛ команда начала играть с сезона 2021/22 после переезда франшизы, принадлежащей «Кэнакс». Это вторая команда АХЛ, которая играла в Абботсфорде после клуба «Абботсфорд Хит» с 2009 по 2014 год.

## История
Франшиза «Абботсфорд Кэнакс» берет своё начало в 1932 году и является одной из старейших в АХЛ. Тогда команда была известна как «Квебек Биверс». В 1935 году клуб переехал в Спрингфилд и стал называться «Спрингфилд Индианс» возродив название после того, как первоначальная команда «Индианс» прекратила свою деятельность. Помимо «Спрингфилд Индианс» команда была известна также как «Сиракьюс Уорриорз», «Спрингфилд Кингз», «Вустер АйсКэтс», «Пеория Ривермен» и «Ютика Кометс».
29 марта 2013 года компания Canucks Sports & Entertainment (CS&E) владельцы клуба НХЛ «Ванкувер Кэнакс» объявили о покупке франшизы АХЛ, выступавшей тогда за «Пеория Ривермен». Покупка была одобрена лигой 18 апреля. После покупки руководство клуба намеревалось разместить команду недалеко от Ванкувера, первоначально отдав предпочтение Абботсфорду, который в то время имел клуб «Абботсфорд Хит» являвшийся фарм-клубом «Калгари Флэймз». Ходили слухи, что «Хит» переезжают в Ютику, штат Нью-Йорк. В итоге переговоры между «Кэнакс» и Абботсфордом провалились.
После изучения вариантов размещения команды в Ванкувере, Сиэтле и Пеории «Кэнакс» пришли к шестилетнему соглашению с Робертом Эшем о размещении своего фарм-клуба в Ютике. Новая команда получил название «Ютика Кометс». «Кометс» начали играть в АХЛ с сезона 2013/14. «Хит» продержался в Абботсфорде всего один сезон, прежде чем в 2014 году переехал в Гленс-Фолс, штат Нью-Йорк под названием «Адирондак Флэймз». Перед сезоном 2019/20 контракт CS&E и Эша был продлен еще на шесть лет с возможностью расторжения каждые два сезона.
В апреле 2021 года Роберт Эш подал заявку на новый товарный знак для бренда «Ютика Девилз» в связи с потенциальным переездом «Бингемтон Девилз». 4 мая «Кэнакс» объявили, что планируют перевезти свой фарм-клуб в Абботсфорд.  6 мая лига одобрила переезд как принадлежащей франшизы «Ванкувер Кэнакс» в Абботсфорд, так и франшизы «Нью-Джерси Девилз» в Ютику. При этом «Ютика» осталась с прежним названием - «Кометс». 29 июня «Кэнакс» и Абботсфорд подписали пятилетнее соглашение с возможностью дальнейшего продления на двадцать лет.
14 июля были опубликованы название, логотип и цвета. Первым генеральным менеджером команды стал Райан Джонсон, который также руководил франшизой в Ютике, как и первый главный тренер Трент Калл.

## Статистика
Сокращения: И = сыгранные матчи в регулярном чемпионате, В = победы, П = поражения, ПО = поражения в овертаймах, ПБ = поражения по буллитам, О = очки, ЗШ = забитые шайбы, ПШ = пропущенные шайбы, Рег. чемп. = место, занятое в указанном дивизионе по итогам регулярного чемпионата, Плей-офф = результат в плей-офф
| Сезон   | И  | В  | П  | ПО | ПБ | О  | ЗШ  | ПШ  | Рег. чемп.       | Плей-офф                                                         |
| 2021-22 | 68 | 39 | 23 | 5  | 1  | 84 | 230 | 200 | 5, Тихоокеанский | проиграли в квалификационном раунде, 0:2 («Бейкерсфилд Кондорс») |